# Adrián Cubas
Adrián Cubas   (Aristóbulo del Valle, 22 de juny de 1996) és un futbolista professional argentí que juga en la posició de centrecampista al club de la Major League Soccer Vancouver Whitecaps.
Va néixer a Argentina, però el seu pare és del Paraguai, i per això representa la selecció del Paraguai.
El 28 d'abril de 2022, va signar un contracte amb els Vancouver Whitecaps de la Major League Soccer fins al juny de 2026. Va ser comprat per tres milions de dòlars al club francès Nîmes Olympique.